# Encontro orbital lunar

Diagrama de um encontro orbital lunar.

Um encontro orbital lunar é um conceito para pousar humanos na Lua e retorná-los para a Terra de maneira mais eficiente. Em uma missão do tipo, uma nave espacial principal e uma nave de alunissagem menor viajam juntas para a órbita lunar. O alunissador se separa e desce sozinho para a superfície, enquanto a nave principal permanece em órbita. O alunissador volta para a órbita ao final da missão, se encontra com a nave orbital e se acopla, sendo descartado depois da transferência de tripulação e outros itens de relevância. Apenas a nave principal retorna para a Terra.
O conceito de um encontro orbital lunar foi proposto pela primeira vez em 1919 pelo engenheiro soviético Iuri Kondratyuk, como uma maneira mais econômica de enviar humanos em uma viagem de ida e volta para a Lua. Este método foi depois empregado nas missões bem sucedidas do Programa Apollo do final da década de 1960 e início da década de 1970.